# Oreille en chou-fleur
Le terme oreilles en chou-fleur désigne l'aspect du pavillon de l'oreille secondaire à une périchondrite. C'est le cas par exemple à la suite d'othématomes successifs, rencontrés dans les sports de contact, au rugby, principalement en rugby à XV, en boxe, dans les variétés de kick-boxing, en jiu-jitsu brésilien, en judo, en grappling, en lutte, en combat libre. Cet aspect est également rencontré au cours de maladies générales telles que la polychondrite atrophiante. Ce nom vient du fait que les oreilles déformées ressemblent à des choux-fleurs.

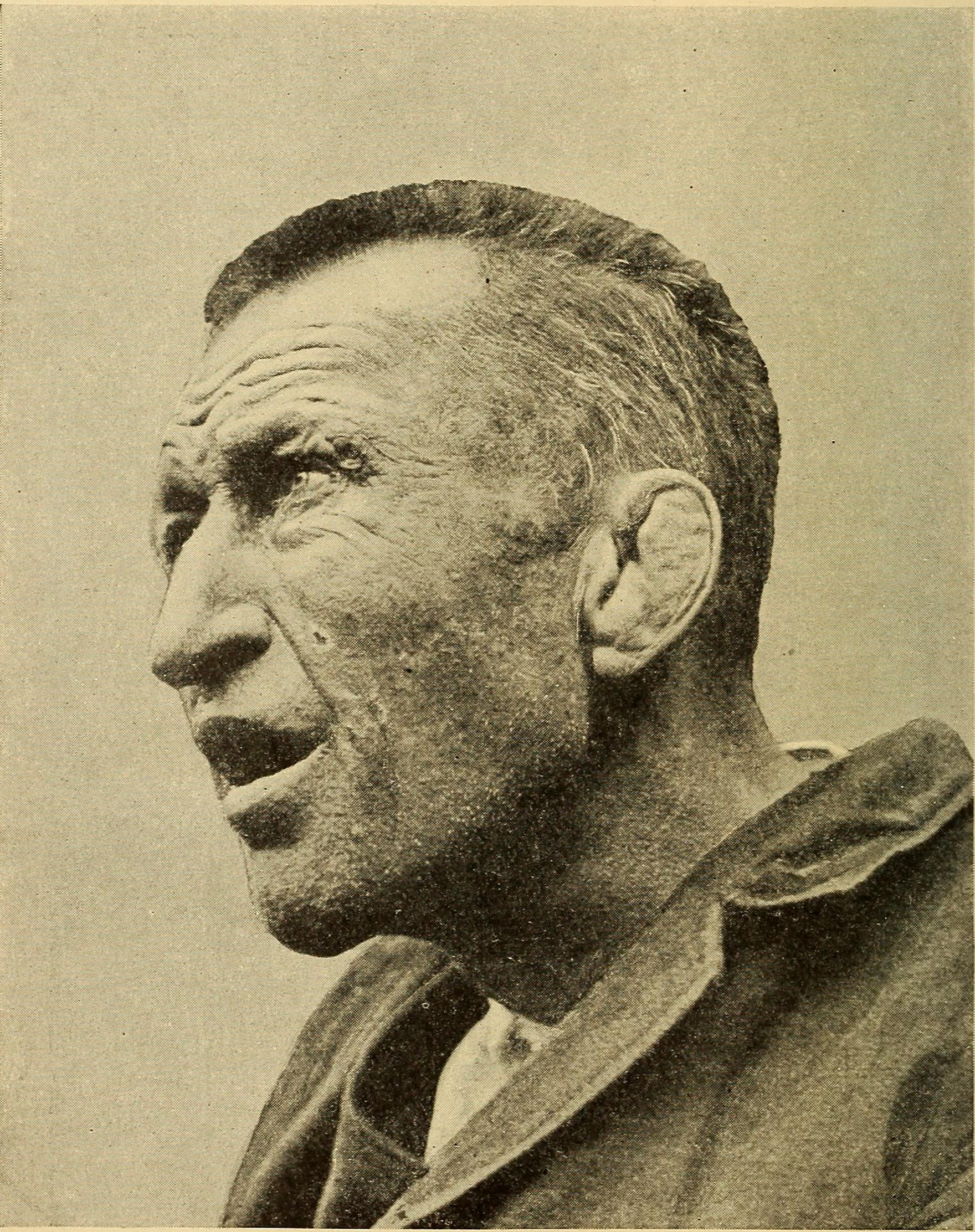
Oreille en chou-fleur gauche.

## Origines

### Traumatisme de l'oreille
À la suite de traumatismes comme des coups violents ou répétés, ou de frottements ou des pressions répétés (même avec un oreiller dur, un casque audio, ou en portant des objets sur les épaules), il peut y avoir apparition de déchirements et d'hématome (othématome) au niveau des pavillons. L'hématome est une accumulation de sang, entre le cartilage et la peau. Mal soigné, cet hématome peut entraîner des lésions inflammatoires du cartilage (chondrite). Le cartilage qui forme le pavillon de l'oreille est alors progressivement détruit et l'oreille se déforme petit à petit, prenant un aspect typique en « chou-fleur »,,.
La prévention passe par deux actions.
D'abord, par le port d'un serre-tête ou d'un casque pour éviter les frottements et atténuer les coups (le port est réglementaire dans les compétitions de lutte universitaire aux États-Unis).
Puis par la  ponction rapide des hématomes afin d'éviter l'apparition d'une chondrite et donc la destruction du cartilage et la déformation de l'oreille.

## Pseudokyste du pavillon de l'oreille
Le pseudokyste du pavillon de l'oreille (ou « pseudokyste endochondral » ou « chondromalacie kystique idiopathique »), défini par D. Engel en 1966, peut être source d'oreille en chou-fleur. C'est un problème mal connu des dermatologues, généralement unilatéral et récidivant, causé par une « dégénérescence kystique du cartilage de l’oreille qui se liquéfie en produisant une collection liquidienne sans paroi, créant une tuméfaction bosselée et indolore de la face antérieure du pavillon de l’oreille ». Les personnes touchées sont plutôt des hommes de 20 à 40 ans. L'oreille droite serait plus vulnérable et l'affection serait bilatérale dans 13 % des cas environ et alors souvent asynchrones (les deux oreilles ne sont pas touchées en même temps).
L'histologie montre « des cavités intracartilagineuses sans paroi, avec un amincissement irrégulier et une hyalinisation du cartilage en périphérie des cavités », suivie d'une fibrose ou d'un tissu de granulation. La ponction montre généralement un « liquide visqueux clair ou séro-sanglant dont la concentration en glucose et en protéine est similaire à celle du plasma ». Une étude de C.M. Lim et al. a pour la première fois trouvé un infiltrat périvasculaire de cellules mononuclées qui peut faire évoquer une chondrite inflammatoire.

## Dans la culture populaire
Voici quelques phrases extraites de l'interview de Henri Refuto, Arlésien et ancien 3e ligne du Montpellier RC :
« Il y a quelques années lorsque j’étais 3e ligne au Montpellier Rugby Club, je trouvais que les oreilles en choux étaient la preuve ultime du combat, c’était un gage de sérieux pour un avant car on témoignait par là de son implication dans les phases de contacts mais aussi dans son assiduité à la pratique de ce sport, cela représentait finalement des heures de présence sur un terrain et au cœur des temps forts de ce jeu.
En plus de cela j’avais toujours trouvé drôle le fait que cette caractéristique soit tant redoutée par les mères de familles qui n’imaginaient pas que leurs progénitures puissent être atteintes de cette déformation, que j’appelle plutôt adaptation, signe de reconnaissance voire d’appartenance ».
« Les oreilles en chou-fleur sont la caractéristique des avants, des hommes de la mêlée permettant alors de les identifier sur un terrain mais aussi en dehors ».
« D’autres ont évoqué des anecdotes sur ces fameux choux, symbole de désir, de convoitise pour certains avants non touchés : des séances où des joueurs se frappaient leurs oreilles contre des extincteurs, des murs voire demandaient à d’autres de leur donner des coups de poing pour enfin avoir l’oreille gonflée ».
Ou encore un texte de Jean-Bernard Moles, «Le « corroborée » du rugby languedocien n’est plus que légende» :
« Pour les premières lignes aux oreilles en « chou-fleur », sceau indéfectible de leur appartenance à la tribu des piliers, celle des « tronchards », blessures guerrières qui valident leur courage et leur vaillance, la ritualité du combat s’ébauche dans le rite des premiers chocs tête contre tête quand l’arbitre ordonne le premier affrontement réglé (la mêlée fermée). Ce rite du « choc de crânes vaselineux » est partagé par chaque tribu, équipe. C’est l’instant de vérité, qui donne signification aux équipiers. Si dans ce premier affrontement, preuve est faite que reculer n’est pas jouer et avancer c’est gagner, alors la transcendance va gagner l’ensemble de l’équipe. Ce culte épicrânien des « tronchards », est une symbolique forte pour le moral d’une équipe. Et le bruit « sourd » du choc des crânes va déclencher un lien le plus souvent capital pour le prolongement du match entre ceux qui vont « à la mine », se ruent dans ce maelström d’hommes où se brisent les plus fortes convictions, et la « cavalerie légère », les demis et trois-quarts, dont la sensation appétitive résulte de l’émotion de ce premier affrontement ».
Il est à noter que les oreilles en chou-fleur ne viennent pas seulement du rugby, mais de différents sports, comme la lutte ou le judo[réf. souhaitée].
Dans la culture nippone (japonaise), porter des choux aux oreilles est une forme de respect qui indique la persévérance dans le travail de l'athlète[réf. souhaitée].